# Controle Numérico Direto
Controle Numérico Direto (em inglês: Direct Numerical Control - DNC ) é um sistema  aplicado na transmissão de dados entre um computador e uma ou mais máquinas dotadas de CNC, garantindo assim maior produtividade e menor risco de perda de dados, evitando perda de tempo por parte do operador pela dispensável digitação do programa ou outros dados.